# Bhútánské poštovní známky

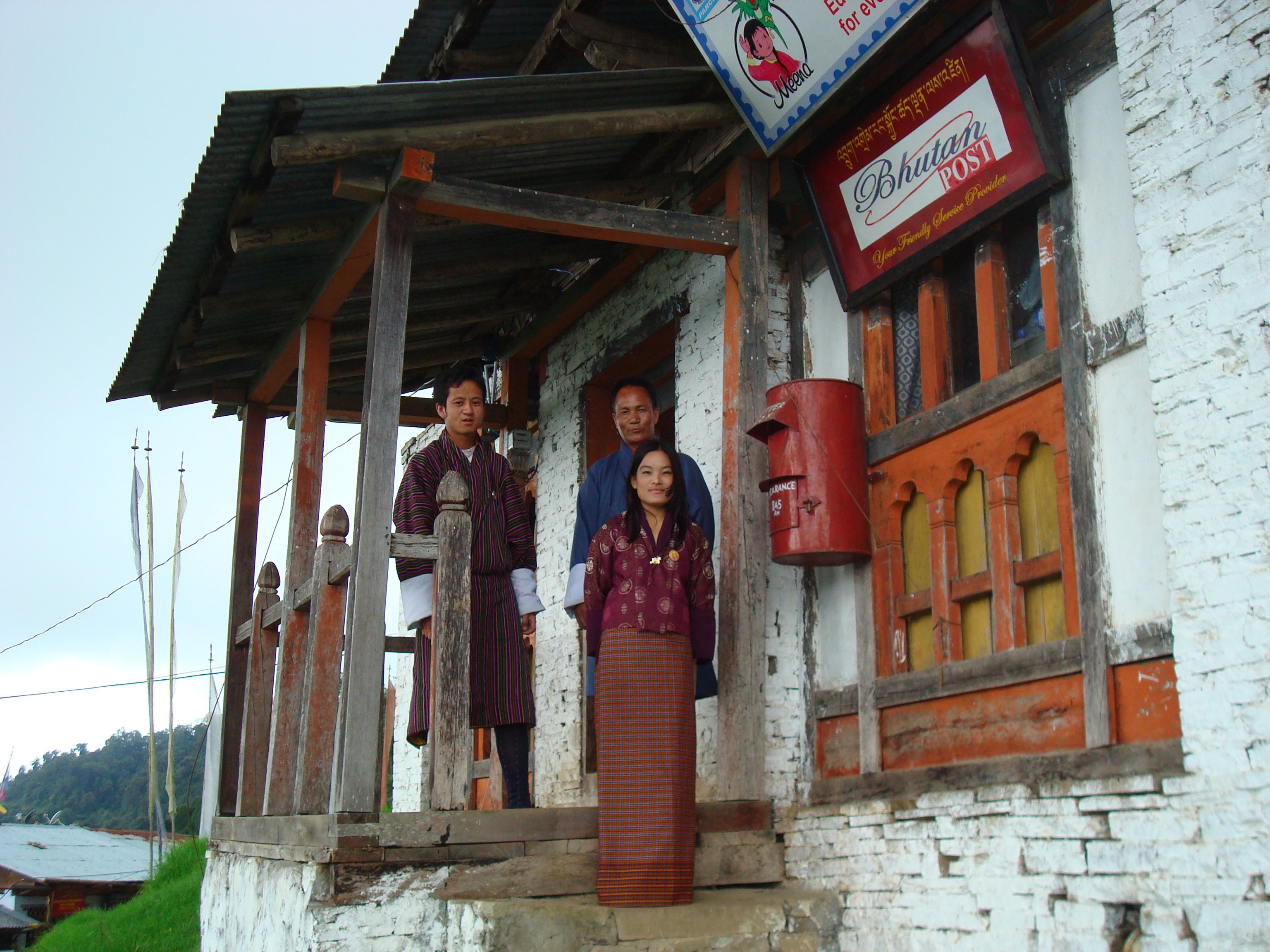
Zaměstnanci pošty ve Wamrongu

V království Bhútán byla první poštovní známka vydána v roce 1962, kdy byla zprovozněna první silnice v zemi a otevřen první poštovní úřad v Phuntsholingu. Do té doby dopravovali zásilky pěší poslové, k úhradě poštovného se používaly od roku 1955 kolky. V roce 1969 se stal Bhútán členem Světové poštovní unie.
Známky tiskla Bhutan Stamp Agency, kterou vlastnil americký podnikatel Burt Kerr Todd a sídlila na Bahamách. Jejich vydávání mělo za úkol především prodej filatelistům a propagaci Bhútánu ve světě, náklad byl podstatně vyšší než spotřeba bhútánských zákazníků. K přilákání zájemců se používaly neobvyklé formáty známek, jako kruh nebo trojúhelník, stejně jako unikátní materiály. Známky s vyobrazením modlitebních praporů se tiskly na hedvábí, vyšla také série portrétů příslušníků královské rodiny na zlaté fólii nebo květinové náměty na parfémovaném papíře. Od roku 1967 vydával Bhútán jako první na světě trojrozměrné známky s náměty zvířat nebo dobývání vesmíru, vyrobené metodou lentikulárního tisku. Největší kuriozitou byla série sedmi samolepicích známek v podobě miniaturních gramodesek, představená roku 1973. Deska dokázala na gramofonu přehrát bhútánskou hymnu, lidové písně nebo krátké vyprávění o historii země v angličtině a jazyce dzongkha.
Vedle toho vydává Bhutan Postal Corporation Ltd. také tradiční známky s náměty jako je bhútánská příroda a architektonické památky nebo významné sportovní události. Známky jsou tradičním obchodním artiklem, vyhledávaným jako suvenýr pro turisty, kteří navštívili Bhútán — jsou lehké, takže se dají vzít do zavazadla v letadle. V roce 2008 byla ke stému výročí monarchie v zemi uvedena na trh emise známek v podobě CD-ROMů nebo aršíky, na které si mohl zájemce natisknout motiv dle vlastního výběru. V roce 1974 byla založena sběratelská organizace Nepal and Tibet Philatelic Study Circle, která vydává i vlastní čtvrtletník Postal Himal.